# Arno Julius Reichert
Arno Julius Reichert (Dresden, Saxònia, 31 de maig, 1866 - idem. 10 de febrer, 1933), va ser un bibliotecari, cantant i compositor alemany.

## Biografia
Arno Julius Reichert fou estudiant del Conservatori de Dresden. Primer es va convertir en professor de música a l'Institut Maçònic de Dresden. De 1894 a 1904 va ensenyar a l'escola de música de Richard Ludwig Schneider a Dresden. Des de 1904 va treballar com a administrador del departament de música de la Biblioteca Reial de Dresden.
Va compondre l'òpera còmica Onkel Stark, nombroses cançons, cors i peces per a piano. Va organitzar unes 450 cançons populars per a cor. Va escriure 50 anys de concerts simfònics (estadístiques del programa 1858-1908; Dresden 1908) i els manuscrits musicals originals de la Biblioteca de l'Estat de Saxon (Leipzig 1923).
Va compondre una òpera, cors, cançons i peces per a piano. Va editar cançons populars.

## Publicacions d'Arno Julius Reichert
- 50 anys de concerts simfònics (Dresden 1908; recopilació d'obres interpretades a Dresden entre 1958 i 1908).
- Els manuscrits musicals originals de la Biblioteca Estatal Saxona (Leipzig, 1923).